# Besant Nagar

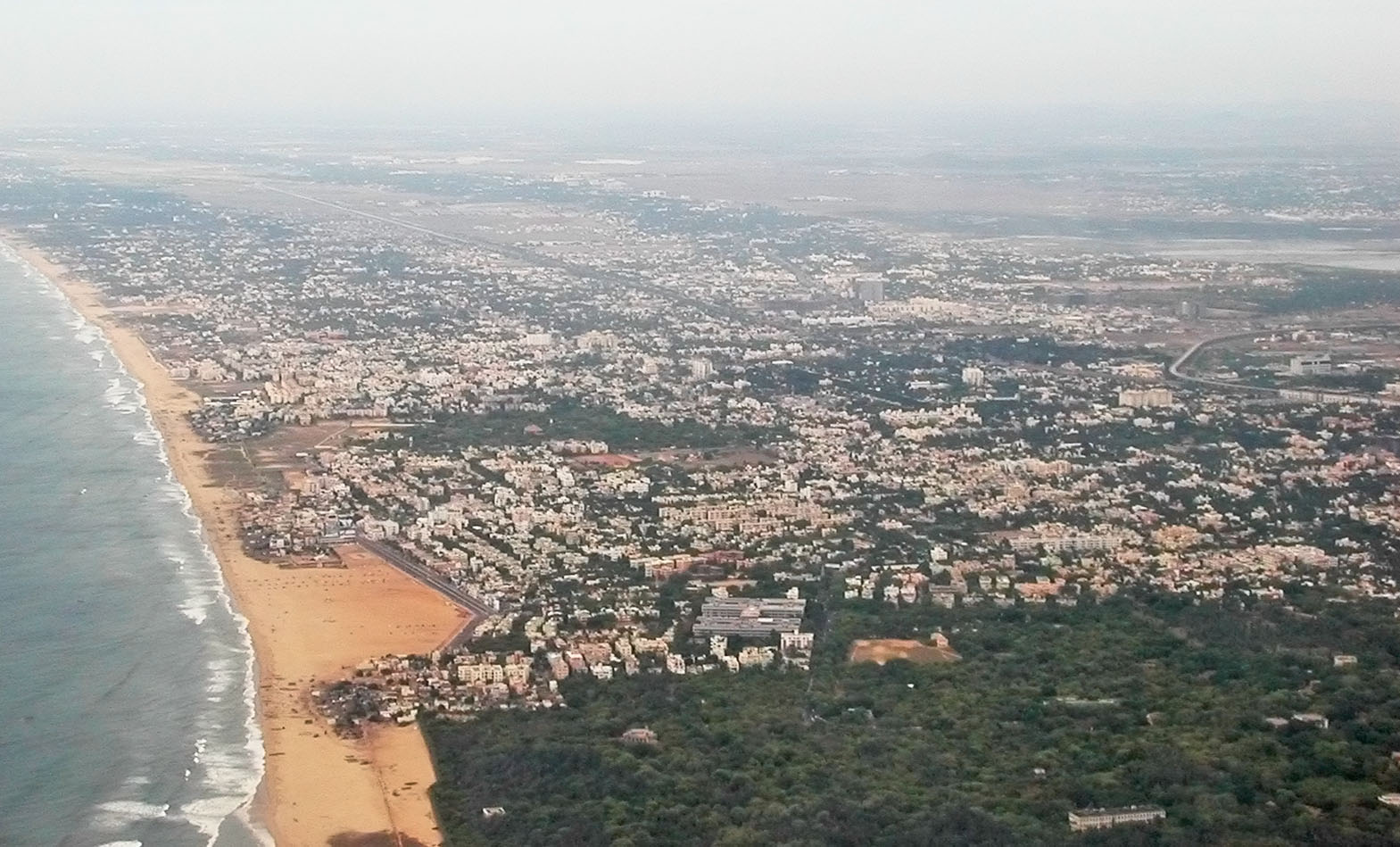
Luftbild von Besant Nagar (im Vordergrund)

Besant Nagar (Tamil: பெசன்ட் நகர்) ist ein Stadtteil von Chennai (Madras), der Hauptstadt des indischen Bundesstaates Tamil Nadu. Er ist nach der Theosophin Annie Besant (1847–1933) benannt.
Besant Nagar liegt im Süden Chennais rund elf Kilometer südlich des Stadtzentrums. Verwaltungsmäßig gehört Besant Nagar zur Zone Adyar. Die Grenzen des Stadtteils sind nicht genau definiert, Besant Nagar lässt sich aber gegen Tiruvanmiyur im Süden und Adyar im Westen abgrenzen. Im Norden liegt das parkähnliche Gelände der Theosophischen Gesellschaft Adyar am Ufer des Adyar-Flusses. Im Osten befindet sich der Sandstrand Elliot’s Beach am Ufer des Golfs von Bengalen.
Besant Nagar gehört zu den Mittelklasse-Wohngebieten im Süden Chennais, die zwischen den späten 1940er und frühen 1980er Jahren erschlossen wurden. Der Hauptanziehungspunkt von Besant Nagar ist Elliot’s Beach, benannt nach Edwar Elliot, dem Gouverneur von Madras von 1803 bis 1820. Ebenso wie der nördlich angrenzende Stadtstrand Marina Beach zieht Elliot’s Beach vor allem Abends und am Wochenende zahlreiche Besucher an, die zum Flanieren an den Strand kommen. Den Strand ziert ein mittlerweile verfallenes Denkmal für den dänischen Seemann Kaj Schmidt, der 1930 hier ums Leben kam, als er eine junge Britin vor dem Ertrinken rettete. Nahe dem Strand befindet sich der moderne Ashtalakshmi-Tempel (1976 fertiggestellt), in dem die Hindu-Götting Lakshmi in acht verschiedenen Aspekten verehrt wird. Ebenfalls in der Nähe befindet sich eine Kirche, die der Muttergottes von Velankanni geweiht ist (1972 erbaut und 1985 erweitert).

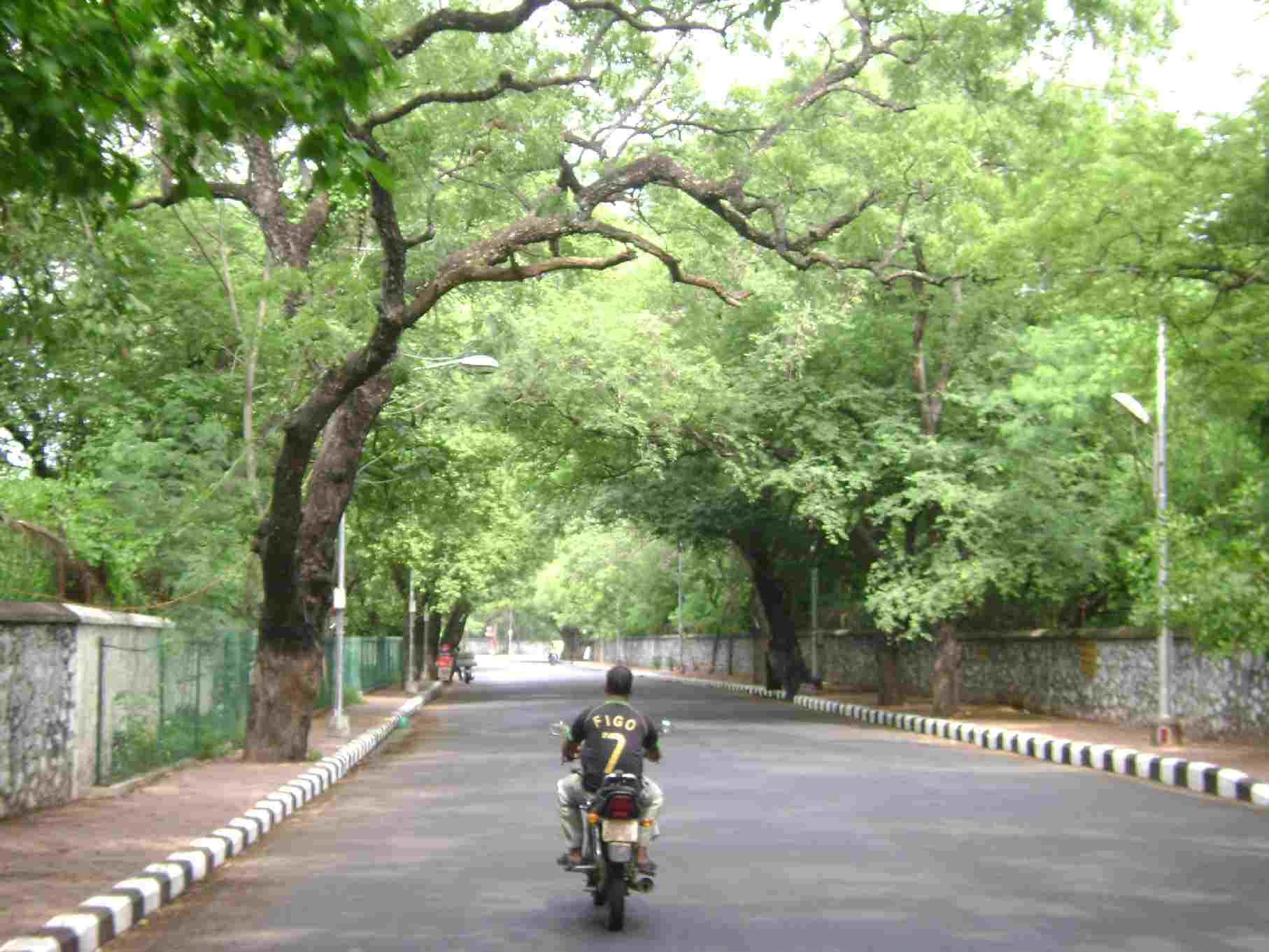
Straße in Besant Nagar
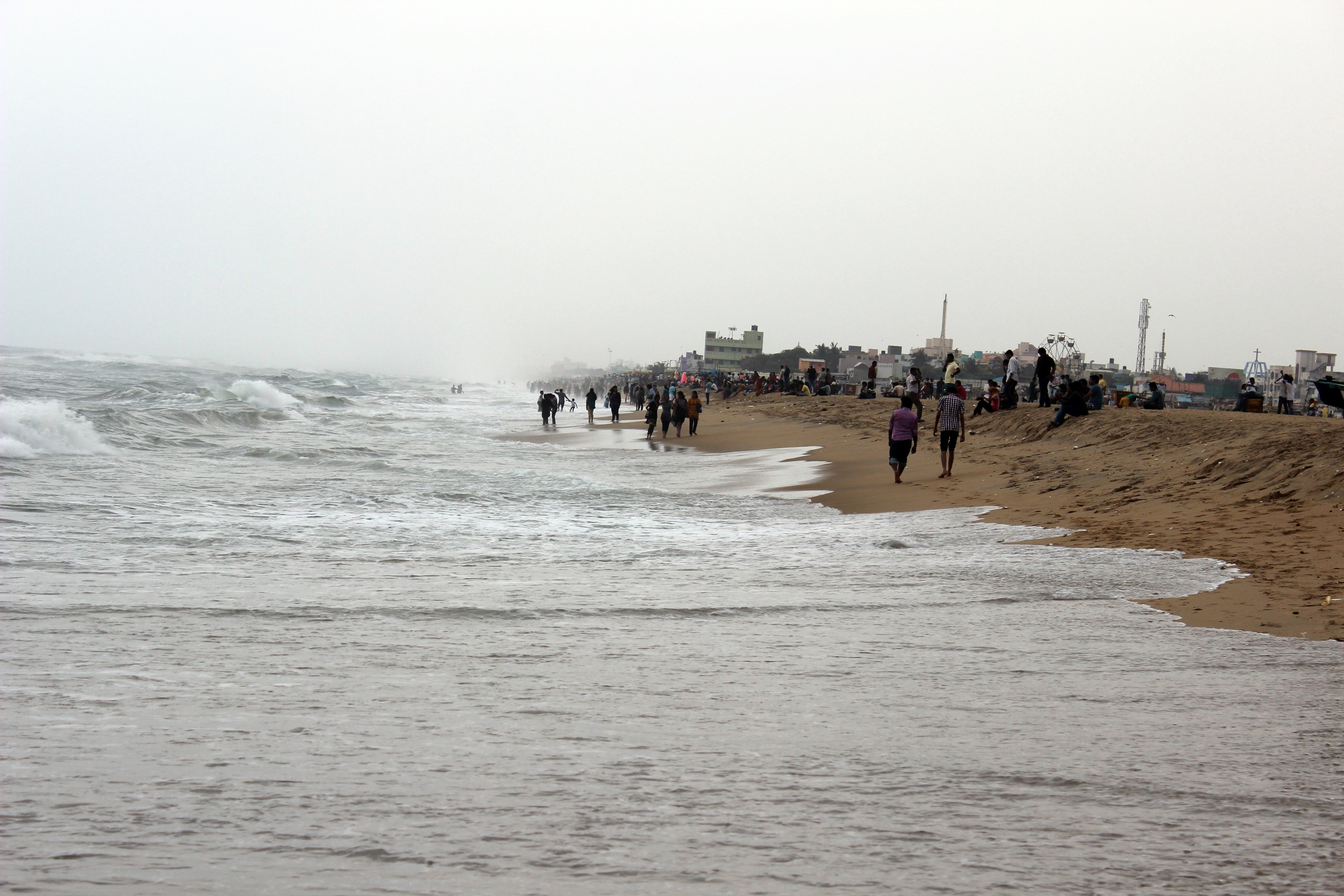
Am Elliot’s Beach
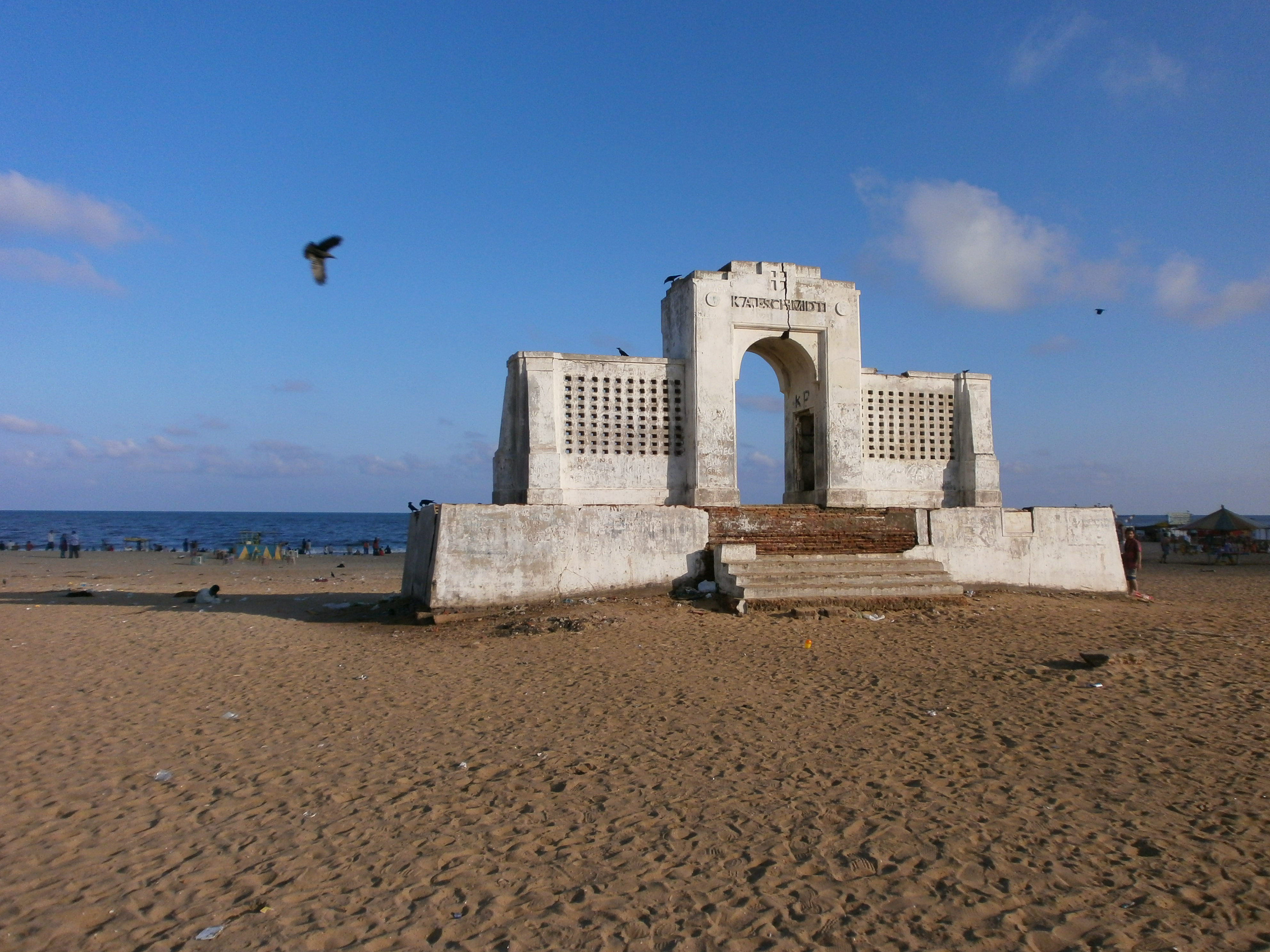
Carl-Schmidt-Denkmal am Elliot’s Beach
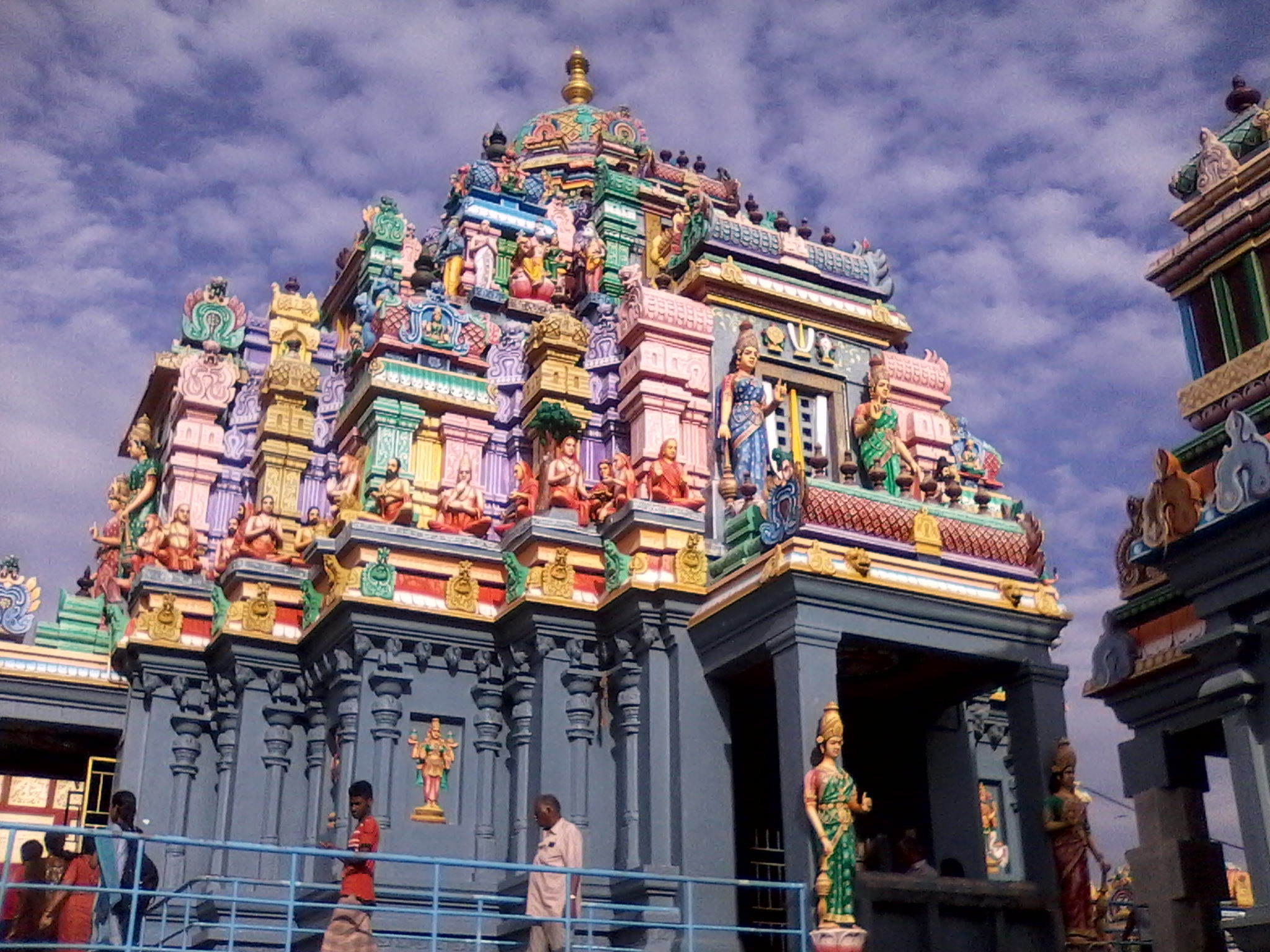
Ashtalakshmi-Tempel